# Völkermanifest

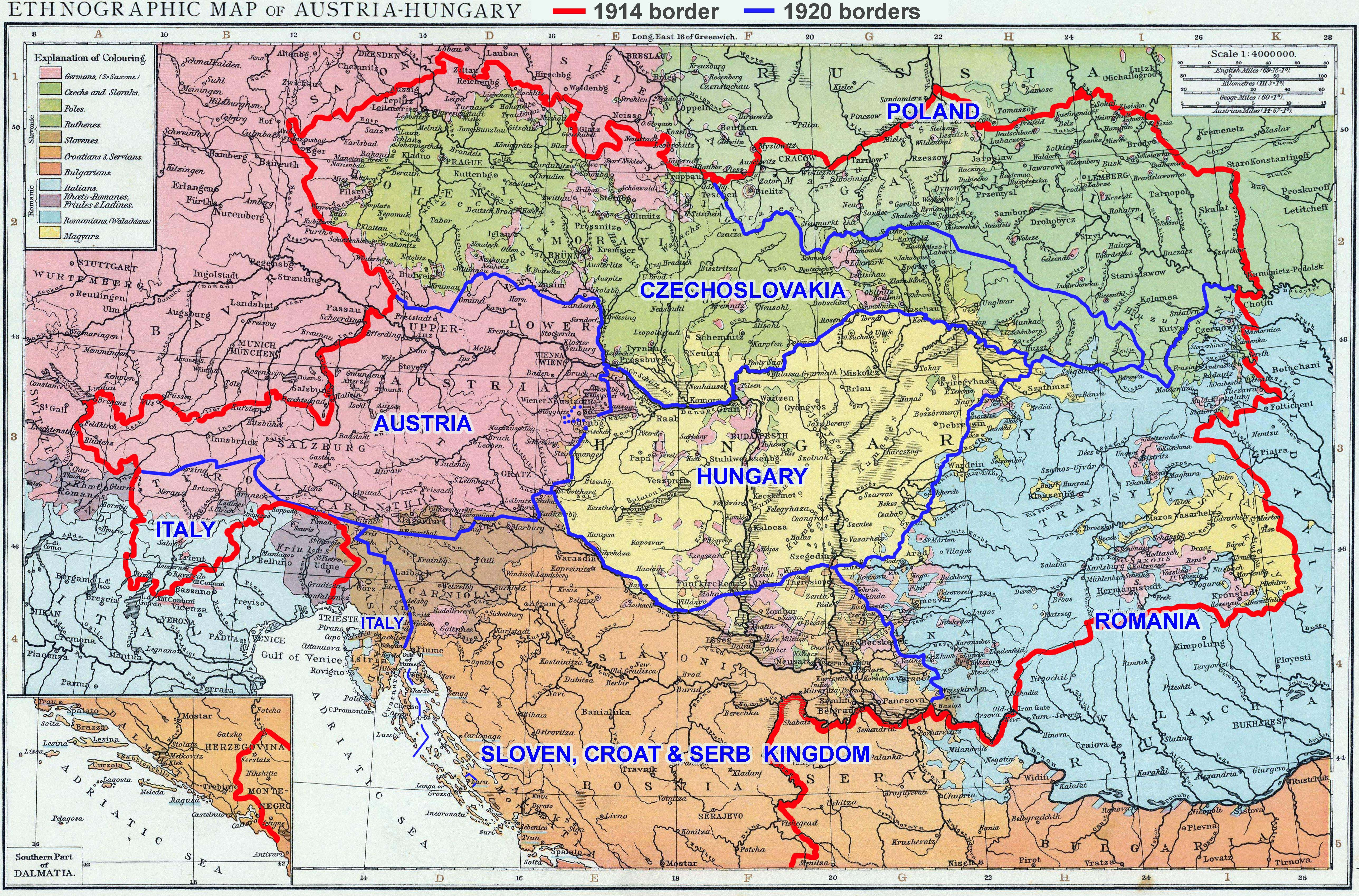
Österreich-Ungarn 1914

Völkermanifest war die inoffizielle Bezeichnung für ein Manifest, das Kaiser Karl I. am 16. Oktober 1918 in seiner Eigenschaft als Staatsoberhaupt der im Reichsrat vertretenen Königreiche und Länder (seit 1915 österreichische Länder genannt) erließ, um den völligen Zerfall Altösterreichs in Folge des Ersten Weltkrieges zu vermeiden. Karl I. versuchte, die Monarchie durch die Einrichtung eines Bundesstaates zu retten. Das mit der Anrede An Meine getreuen österreichischen Völker versehene Manifest, das offiziell vom Ministerium Hussarek, inoffiziell aber teilweise vom Kaiser selbst entworfen und am 17. Oktober 1918 in einer Extra-Ausgabe der amtlichen Wiener Zeitung publiziert wurde, verfehlte seine Wirkung.
Ministerpräsident Max Hussarek von Heinlein wurde Tage vorher als rücktrittswillig bezeichnet, weil das geplante Völkerministerium, das den geordneten Umbau Cisleithaniens mit Hilfe eines Kabinetts organisieren sollte, in dem alle Nationalitäten Altösterreichs vertreten wären, Illusion blieb. Die Tschechen forderten nämlich eine Vereinigung mit der Slowakei. Weil sich das Manifest jedoch auf Cisleithanien beschränkte und die Slowakei, anders als Tschechien, doch Teil der ungarischen Reichshälfte war, hätte ein derartiges Projekt nur kaum verwirklicht werden können, da die Tschechen eine „Zerschlagung“ der Länder der böhmischen Krone strikt ablehnten. Daneben forderten die Südslawen aus beiden Reichshälften eine staatliche Verbindung.
Die absichtliche Unklarheit Hussareks, ob Böhmen nach ethnischen Grenzen aufgegliedert werden sollte, befeuerte die erbitterten Abwehrkämpfe der Tschechen gegen die „Landeszerreißung“.
Im Kronrat am 15. Oktober 1918 begründete Karl die Reform mit der Notwendigkeit eines Friedens unter den Friedensbedingungen des amerikanischen Präsidenten. Er setzte sich für eine föderalistische Umgestaltung des Reiches auf der Grundlage staatlicher Selbständigkeit der einzelnen nationalen Siedlungsgebiete ein. Die ungarische Regierung verhinderte jedoch, dass das Manifest auch für ihre Reichshälfte galt.
Wie nun das im Ausland bekannteste Blatt Wiens, die Neue Freie Presse, am 18. Oktober 1918 schrieb, erhielt Ministerpräsident Max Hussarek von Heinlein  folgerichtig bereits am 17. Oktober 1918 von Vertretern der betroffenen Nationen mitgeteilt, dass die Nationen dieses Geschenk von ihm nicht wollen, sondern sich als Recht nehmen, was er geben möchte. (...) Die letzte Rede des Ministerpräsidenten war ein kaum begreifliches Fallenlassen des Steuerruders und die Regierungsgewalt ist jetzt ohne fühlbaren Einfluß auf die Entwicklung. Dem Manifest zufolge sollte Österreich nunmehr als Bund freier Völker organisiert werden. Die Neue Freie Presse bemerkte dazu, ein Bundesstaat aus Völkern, die sich meistens gegenseitig nicht ausstehen können, (...) wird nicht leicht zu gründen sein.
Da die Völker Cisleithaniens im Manifest dazu aufgerufen wurden, Nationalräte zu bilden, waren Bestrebungen, die man bis dahin als hochverräterischen Separatismus einschätzen konnte, nunmehr vom Monarchen autorisiert. 
Das Völkermanifest wurde als Freibrief, eine Form Auflösungsbescheid aufgefasst, nach der die Völker der Habsburgermonarchie nun ihre eigenen Wege gehen konnten. Die Feindmächte taten ihrerseits alles, um die weitere Zersetzung zu fördern.
Dies wurde von den politischen Vertretern der Völker der Monarchie dazu genützt, nun ganz offen die Selbstständigkeit innerhalb weniger Tage anzustreben. Bereits zwei Tage später erklärte Masaryk die Unabhängigkeit der tschechoslowakischen Nation. 
Das erfolglose Ministerium Hussarek trat am 27. Oktober 1918 ab; das vom Kaiser am gleichen Tag ernannte Liquidationsministerium (wie es Medien schon vor seiner Berufung nannten) hatte auf die Auflösung des bisherigen Staates keinen Einfluss mehr. Ende Oktober waren Österreich-Ungarn als Realunion zweier Staaten und die österreichische Reichshälfte Geschichte (siehe Ende der Doppelmonarchie).
Am 29. Oktober 1918 löste der kroatische Sabor die staatsrechtlichen Beziehungen zu Österreich-Ungarn, übertrug die oberste vollziehende Gewalt auf den Nationalrat und rief den kurzlebigen Staat der Slowenen, Kroaten und Serben aus. Der Nationalrat übernahm den Oberbefehl über die kroatischen Truppen und zog diese von der Front ab.
Galizien schied am 30. Oktober 1918 aus der Monarchie aus und polnische Politiker erklärten das ehemalige Kronland zum Bestandteil des neuen polnischen Staates.